# Шулі Муалем
Шуламіт «Шулі» Муалем-Рафаелі (івр. שולמית "שולי" מועלם-רפאלי; 8 лютого 1965 року, Хайфа, Ізраїль) — ізраїльська медсестра та політична діячка. Член Кнесету від партії «Єврейський дім» з лютого 2013 року по березень 2015 року і знову з жовтня 2015 року по грудень 2018 року, коли приєдналася до партії «Нові праві».

## Біографія
Шуламіт Муалем народилася в Хайфі, Ізраїль, у релігійній єврейській родині, була однією із дев'яти дітей. Її батьки іммігрували з Марокко за кілька місяців до її народження. Вона виросла в районі Неве Давід і була членкинею релігійно-сіоністської молодіжної організації «Бней-Аківа». Під час обов'язкової національної служби працювала вчителем.
Згодом навчалася у школі медичних сестер Шаарей-Цедек, де здобула ступінь бакалавра, а потім — ступінь магістра з промислового машинобудування в Техніоні. Працювала медсестрою в медичному центрі «Сорока» у Беер-Шеві, ставши директоркою з управління ризиками лікарні. Також читала лекції в Університеті Бен-Гуріона в Неґеві.
У 1997 році її чоловік Моше був одним із 73 ізраїльських солдатів, які загинули у так званій «аварії гелікоптерів». Після його смерті вона обіймала посаду заступника та виконуючого обов'язки голови організації вдів та сиріт ЦАГАЛю. Вона також написала кілька посмертних листів своєму чоловікові, які були опубліковані в книзі «Мій коханий Муалем», яка вийшла в 2001 році. Вийшовши заміж ще раз, вона брала участь у боротьбі за те, щоб вдови ЦАГАЛю й  далі отримували пенсії після повторного одруження.
Перед виборами до Кнесету 2009 року Муалем посіла четверте місце в списку партії «Єврейський дім». Однак пізніше вона вийшла з остаточного списку. Вона посіла дванадцяте місце у списку партії на виборах 2013 року і була обрана до Кнесету, оскільки партія отримала 12 місць. На виборах 2015 року вона посіла дев'яте місце у списку партії, втративши своє місце, оскільки партія скоротилася до восьми місць. Однак вона повернулася до Кнесету в жовтні 2015 року, коли лідер партії Нафталі Беннетт пішов у відставку відповідно до «норвезького» закону, що дозволило Муалем знову стати депутаткою парламенту.
У грудні 2018 року Муалем була серед депутатів «Єврейського дому», які покинули партію та сформували партію «Нові праві». Там вона посіла п'яте місце в списку партії на виборах у квітні 2019 року, але втратила своє місце, коли партія не змогла перетнути виборчий бар'єр.
У вересні 2020 року вона покинула «Нових правих» і приєдналася до партії «Лікуд».
Ортодоксальна єврейка, одружена, має 7 дітей.

## Виноски
1. 1 2 3 4 5  חה"כ שולי מועלם-רפאלי — Кнесет.
2. ↑  חה"כ שולי מועלם-רפאלי — Кнесет.
3. ↑  http://www.knesset.gov.il/mk/heb/mk.asp?mk_individual_id_t=879 — Кнесет.
4. 1 2  Jewish Home's Final List: Medium NRP Tilt Israel National News, 17 December 2008
5. ↑  Meet the MK: Shuli Muallem The Jerusalem Post, 25 January 2013
6. ↑  Dear deceased Haaretz, 6 June 2002
7. ↑  The Jewish Home list Knesset website
8. ↑  The Jewish Home list Central Elections Committee
9. ↑  Bennett resigns from Knesset, will continue to serve as education minister The Jerusalem Post, 7 October 2015
10. ↑  Bennett, Shaked quit Jewish Home, announce formation of ‘HaYamin HeHadash’ The Times of Israel, 29 December 2018
11. ↑  In blow to Bennett, former Yamina MK joins Likud The Times of Israel, 2 September 2020
12. ↑  Shuli Moalem-Refaeli Knesset website